# 서희장군묘
서희장군묘(徐熙將軍墓)는 경기도 여주시 산북면 후리에 있는, 고려시대 초기의 외교가이며 문신인 장위공 서희(942∼998)의 묘소이다. 1977년 10월 13일 경기도의 기념물 제36호로 지정되었다.

## 개요
고려 초기의 외교가이며 문신인 장위공 서희(942∼998)의 묘소이다.
광종 11년(960)에 과거에 급제하여 광평원외랑을 거쳐 내의시랑에 올랐으며, 정치적 활동뿐 아니라 외교적으로도 큰 업적을 남겼다.
성종 12년(973)에 거란이 침입하여 압록강을 건너오자 거란의 장수 소손녕과 담판하여 고려가 고구려의 후계자임을 내세워 거란군을 물러가게 하였다. 그후 청천강 이북에 있던 여진족을 토벌하고 강동 6주를 설치하여 평안북도 일대의 땅을 확보하였다.
그의 묘는 부인의 묘와 같이 있는 합장묘이고, 봉분 아래에 2단의 둘레석을 두른 형태이다. 쌍분의 가운데에 묘비가 서 있고, 상석과 장명등(長明燈:무덤앞에 있는 돌로 만든 등)이 1기씩 놓여 있으며, 좌우에는 문인석과 무인석이 각 1쌍씩 있다. 묘역은 전체적으로 3단으로 되어 있어 고려시대의 특징을 잘 보여주고 있다.

## 같이 보기
- 서희

## 참고 문헌
- 서희장군묘 - 국가유산청 국가유산포털